# Al-Jezoli Nouh
Al-Jezoli Hussien Nouh Mohamed (ur. 24 października 2002) – sudański piłkarz grający na pozycji lewego  pomocnika. Od 2020 jest zawodnikiem klubu Al-Merreikh.

## Kariera klubowa
Swoją karierę piłkarską Nouh rozpoczął w klubie Al-Jerif SC, w którym zadebiutował w 2018 roku. W 2020 roku przeszedł do Al-Merreikh. W sezonie 2019/2020 wywalczył z nim mistrzostwo Sudanu, a w sezonie 2020/2021 został wicemistrzem kraju.

## Kariera reprezentacyjna
W reprezentacji Sudanu Nouh zadebiutował 11 czerwca 2021 w wygranym 3:2 towarzyskim meczu z Zambią, rozegranym w Omdurmanie. W 2022 roku został powołany do kadry na Puchar Narodów Afryki 2021. Na tym turnieju rozegrał dwa mecze grupowe: z Gwineą Bissau (0:0) i z Nigerią (1:3).